# Be Here Now
Be Here Now é o terceiro álbum de estúdio da banda britânica Oasis. Foi produzido por Owen Morris e Noel Gallagher, sendo lançado em 21 de agosto de 1997, pela gravadora Creation Records. Ao passo que foi um sucesso de vendas e recebeu algumas boas avaliações, o álbum não conseguiu atender as enormes expectativas do público, que precederam o seu lançamento. Mesmo com belas canções, que fizeram sucesso em todo o mundo, como "Don't Go Away", "All Around the World" e "Stand by Me", o álbum é acusado pelo excesso de produção, músicas enormes e letras sem sentido amplo. Apesar da maioria da crítica ter condenado o disco, em 1998 os leitores da revista Q votaram em Be Here Now como o 13º maior álbum de todos os tempos. O trabalho alcançou o primeiro lugar de vendas no Reino Unido e a segunda posição nos Estados Unidos.
No Reino Unido, tornou-se o álbum mais rapidamente vendido da história, com mais de 700 mil cópias vendidas somente na primeira semana. Em duas semanas, alcançou o número de um milhão de cópias. Atualmente, o álbum vendeu cerca de doze milhões de cópias mundiais.[carece de fontes?]

## Gravação
Após a digressão pelos Estados Unidos, a banda estava de regresso ao estúdio. No inicio de 1997 Liam, Noel e o resto da banda começaram a gravar o seu 3º álbum de estúdio. O álbum foi gravado no lendário estúdio Abbey Road, local onde os The Beatles também gravaram os seus discos. As coisas não correram bem. O diretor do estúdio teve que expulsar a banda, pois eles estavam a ter uma atitude de "animais". Mesmo assim, a banda conseguiu gravar o single D'you Know What I Mean, que vendeu mais de 400 mil cópias. A banda convidou Johnny Depp para gravar Fade In Out, mas Liam e Noel estavam constantemente a consumir drogas e a beber bastante. A gravadora estava preocupada, pois isto podia ser o fim da sua maior banda e também de uma era. 
Os singles seguintes também obtiveram grande sucesso. O single "All Around The World" vendeu mais de 250 mil cópias e "Stand By Me", 300 mil. Os fãs previam que Be Here Now seria ainda melhor do que Morning Glory, mas a Creation Records discordava totalmente.

## Recepção
No dia 21 de Agosto de 1997, o 3º álbum da banda foi lançado. A recepção foi um sucesso. Os fãs da banda encheram as lojas para comprar o novo álbum. Be Here Now superou a marca de 1 milhão de cópias na primeira semana de vendas (marca que hoje ultrapassa os 12 milhões), o que foi um autêntico sucesso. Mas a opinião mudou totalmente. As músicas eram bastante longas (superando 9 minutos) e algumas delas sem qualquer sentido. Apesar do grande sucesso obtido entre os fãs, os críticos chamaram-lhe um total "desastre".
Nota: existem dois tipos de capa, a da data do calendário 21
e a data 26

## Faixas
Todas as músicas foram compostas por Noel Gallagher.
1. "D'You Know What I Mean?" - 7:42
2. "My Big Mouth"  - 5:02
3. "Magic Pie" - 7:19
4. "Stand by Me" - 5:56
5. "I Hope, I Think, I Know"  - 4:22
6. "The Girl In The Dirty Shirt"  - 5:50
7. "Fade In-Out" - 6:52
8. "Don't Go Away"  - 4:48
9. "Be Here Now" - 5:13
10. "All Around the World"  - 9:20
11. "It's Gettin' Better (Man!!)"  - 6:59
12. "All Around the World (Reprise)"  - 2:08

## Tabelas
| Ano  | Tabela             | Posição |
| ---- | ------------------ | ------- |
| 1997 | Austrália (ARIA)   | 1       |
| 1997 | Áustria            | 3       |
| 1997 | Bélgica (Flandres) | 1       |
| 1997 | Bélgica            | 2       |
| 1997 | Canadá             | 1       |
| 1997 | Holanda            | 1       |
| 1997 | Finlândia          | 1       |
| 1997 | França             | 1       |
| 1997 | Alemanha           | 2       |
| 1997 | Nova Zelândia      | 1       |
| 1997 | Noruega            | 1       |
| 1997 | Suécia             | 1       |
| 1997 | Suíça              | 2       |
| 1997 | UK Albums Chart    | 1       |
| 1997 | US Billboard 200   | 2       |

| País           | Certificação | Vendas    |
| -------------- | ------------ | --------- |
| Argentina      | Ouro         | 20,000    |
| Austrália      | Platina      | 70,000    |
| Canadá         | 2× Platina   | 200,000   |
| França         | Platina      | 280.000   |
| Alemanha       | Ouro         | 100,000   |
| Holanda        | Ouro         | 40,000    |
| Noruega        | Ouro         | 25,000    |
| Suíça          | Ouro         | 25,000    |
| Reino Unido    | 6× Platina   | 1,800,000 |
| Estados Unidos | Ouro         | 800, 000  |